# Huntington Beach
Pour les articles homonymes, voir Huntington.
Huntington Beach est une municipalité côtière du comté d'Orange, située dans le sud de l'État de Californie. Selon le recensement de 2012, la ville a une population de 189 707 habitants. Elle est entourée au sud-ouest par l'océan Pacifique, Seal Beach au nord-ouest, Costa Mesa à l'est, Newport Beach au sud-est, Westminster au nord et Fountain Valley au nord-est.
Huntington Beach est connue pour sa plage longue de 14 km (8,5 miles), son climat doux et sa jetée (pier).

## Climat
La ville bénéficie d'un climat méditerranéen à tendance tropicale. Le climat est donc généralement ensoleillé, sec et frais même si certaines soirées peuvent être très humides. Le matin et le soir, il y a souvent de fortes brises (25 km/h). La température de l'eau est comprise en moyenne entre 10 °C et 15 °C. L'été, les températures ne dépassent que très rarement les 25 °C. L'hiver elles ne descendent que très rarement en dessous des 10 °C, même durant les nuits claires. Il y a environ 250 mm de pluie par an.

## Culture
Huntington Beach est le lieu où se déroulent les championnats du monde de surf chaque été. La ville est communément appelée « Surf City » en raison de cet événement mais aussi de son histoire et de la culture surf qui y est née. La ville est également une destination populaire pour le kitesurf qui se pratique sur la plage au nord-ouest de la jetée.
La ville est évoquée dans la chanson des Beach Boys Surfin' Safari.
Les membres du groupe de heavy metal Avenged Sevenfold ont grandi et résident dans cette ville.
S'y déroule l'action du roman Surf City, de Kem Nunn.
De très nombreux skateboarders professionnels se sont également installés dans cette ville (Bastien Salabanzi, Arto Saari, Mark Appleyard...).
Huntington Beach possède la plus grande jetée (pier) de la côte ouest des États-Unis.
Elle est également connue pour être point de démarrage de la prestigieuse compétition de paintball NPPL (National Professional Paintball League).

## Attractions
Huntington Beach possède de nombreuses attractions et des complexes hôteliers connus :
- Les plages et le surf
- Les grandes compétitions de surf qui s'y déroulent chaque année
- La jetée qui va de Main street jusqu'à l'océan Pacifique. Au bout de la jetée se trouve le restaurant Ruby's
- Le centre-ville avec de nombreuses boutiques de surf, des cafés, des restaurants et des bars
- Le musée du surf
- Le Hilton Resort
- Le Hyatt Resort and Spa avec plusieurs piscines

## Sécurité
La ville est souvent classée parmi les 10 villes les plus sûres des États-Unis par rapport à sa taille en termes de criminalité[réf. nécessaire].
Du côté des baigneurs, les maîtres nageurs sauveteurs (life guards) de Huntington Beach sont parmi les meilleurs du monde[réf. nécessaire]. La ville possède par ailleurs un système d'urgences efficace[réf. nécessaire].
La ville, comme pratiquement toute la Californie, est placée sur une zone sismique particulièrement active. Il en résulte que des séismes y sont possibles. Comme il s'agit d'une ville côtière, le risque de tsunami est aussi à prendre en compte.

## La marqueSurf City

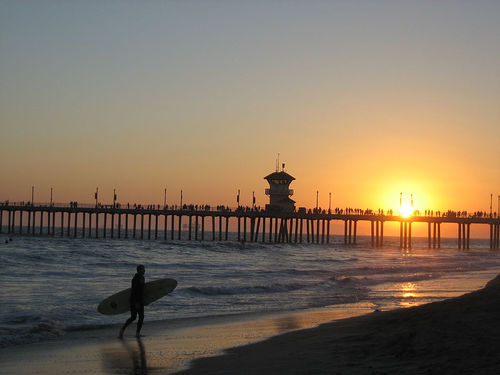
Un surfeur près de lHuntington Pier.

Bien que Huntington Beach ait toujours été connue pour sa longue histoire liée au surf, une controverse à propos du label surf city est récemment apparue. Celui-ci est aussi réclamé par la ville de Santa Cruz, située en Californie du Nord. Le U.S. Patent and Trademark Office a cependant décidé le 12 mai 2006 d'accorder les droits de la marque à Huntington Beach. On y dispute notamment l'US Open of Surfing.

## Démographie
| Groupe            | Anaheim | Californie | États-Unis |
| ----------------- | ------- | ---------- | ---------- |
| Blancs            | 76,7    | 57,6       | 72,4       |
| Asiatiques        | 11,1    | 13,1       | 4,8        |
| Autres            | 5,9     | 17,0       | 6,2        |
| Métis             | 4,5     | 4,9        | 2,9        |
| Afro-Américains   | 1,0     | 6,2        | 12,6       |
| Amérindiens       | 0,5     | 1,0        | 0,9        |
| Océaniens         | 0,3     | 0,4        | 0,2        |
| Total             | 100     | 100        | 100        |
|                   |         |            |            |
| Latino-Américains | 17,1    | 37,6       | 16,7       |

| 1930  | 1940  | 1950  | 1960   | 1970    | 1980    |
| ----- | ----- | ----- | ------ | ------- | ------- |
| 3 690 | 3 738 | 5 237 | 11 492 | 115 960 | 170 505 |

| 1990    | 2000    | 2010    | 2020    | - | - |
| ------- | ------- | ------- | ------- | - | - |
| 181 519 | 189 594 | 189 992 | 198 711 | - | - |

## Jumelages
- Anjō (Japon) depuis 1982
- Waitemata Harbour (Nouvelle-Zélande) depuis 1977

## Personnalités
- Willie Aames [6]
- Nicole Eggert, actrice
- Lauren German, actrice
- Amy Grabow, actrice
- Cara Lott, actrice
- John Blue, hockey
- Ric Drasin, Catch
- Julio César González, boxeur
- Jeff Kent, Baseball
- Synyster Gates, Guitariste
- Duke Kahanamoku (honoré par la ville étant considéré comme l'inventeur du surf moderne, et exportateur de ce sport dans le monde entier et notamment en Californie).
- Marcus Almeida (en), champion du monde du jiujitsu brésilien
- Jeffree Star, chanteur